# Phthersigena timorensis
Phthersigena timorensis är en bönsyrseart som beskrevs av Max Beier 1952. Phthersigena timorensis ingår i släktet Phthersigena och familjen Amorphoscelidae. Inga underarter finns listade i Catalogue of Life.